# Ryutaro Nakahara
Ryutaro Nakahara (中原龍太郎 Nakahara Ryūtarō?), más conocido como Ryu☆, es un DJ y compositor de música para videojuegos en Konami y director ejecutivo de Exit Tunes. Apareció por primera vez en el 2000 haciendo debut en Beatmania IIDX 4th style después de haber ganado en un ensayo musical junto con kors k, fue autorizado por Konami para trabajar en Beatmania IIDX. Actualmente es una de los artistas más activos en Bemani, teniendo al menos una nueva canción para cada nuevo juego de cada serie de Bemani, excepto en ミライダガッキ FutureTomTom y en DanceEvolution ARCADE. Varios de sus más recientes trabajos para Bemani está licenciada por Exit Tunes. Fuera de ambos proyectos, Ryu☆ regularmente en los álbumes de HARDCORE SYNDROME y en varios lanzamientos de grabaciones de S2TB.

## Música principal
La siguiente lista muestra las canciones que fueron creadas por el mismo autor y también con los artistas que trabajó para su elaboración:
Nota
El texto entre paréntesis indica "(juegos:alias o artista/banda)".

### ArreglosTouhou Project
- 竹取飛翔 〜 Lunatic Princess (Ryu☆Remix) (BEMANI×東方Project Ultimate MasterPieces)
- ナイト・オブ・ナイツ (Ryu☆Remix) (DDR A20)

### Beatmania IIDX
- 4thStyle
  - starmine (DDR Strike/DDR(2014))
- 9thStyle
  - Abyss -The Heavens Remix-
- 10thStyle
  - 雪月花
  - rainbow rainbow (DDR Supernova)
  - Narcissus At Oasis
- 11 - IIDX RED
  - AGEHA
  - Be quiet
- 12 - HAPPY SKY
  - Aurora
  - in motion
  - 合体せよ!ストロングイェーガー!! (Ryu☆ remix)（L.E.D./Remixed by Ryu☆, un arreglo del tema de ）
  - in the Sky  (Consola)
- 13 - DistorteD
  - So Fabulous!! (HHH)
  - Harmony and Lovely
  - waxing and wanding (青龍)
  - Go Beyond!! (Consola/Empress:Ryu☆ Vs. Sota)
- 14 - GOLD
  - Second Heaven (DDR X2, REFLEC BEAT 1.5, pop'n music 17 THE MOVIE, jubeat saucer)
  - Dreaming Sweetness (Auridy)
  - Treasure×STAR (Consola:NAOKI＆Ryu☆ fw.さちまゆ)
- 15 - DJ TROOPERS
  - Blue Rain (dj TAKA vs. Ryu☆)
  - Dazzlin' Darlin (HHH)
  - Time to Air (青龍）
  - Do it!! Do it!! (Kraken)
  - VOX UP
- 16 - EMPRESS
  - Mind Mapping
  - まほろば (HHH+H)
  - 3y3s (青龍)
  - RIZING YOU UP (Consola)
- 17 - SIRIUS
  - bloomin' feeling
  - Light Shine (jubeat festo)
  - mosaic (Auridy)
- 18 - Resort Anthem
  - Mermaid girl (DDR X3, pop'n music 20 fantasia, DanceEvolution ARCADE:CREAM PUFF)
  - passionate fate
  - PARADISE LOST (Ryu☆ vs. L.E.D.-G)
- 19 - Lincle
  - Thunderbolt (雷龍) - Estuvo presente en Resort Anthem como canción de prueba y en REFLEC BEAT 1.5
  - Follow Tomorrow (DanceEvolution ARCADE, DDR(2014):HHH×MM×ST)
  - NNRT (Levaslater)
  - 532nm
- 20 - tricoro
  - 405nm(Ryu☆mix) (jubeat saucer:Another Infinity)
  - Fly you to the star (Another Infinity feat. Mayumi Morinaga)
  - Plan 8 (DDR(2014))
- 21 - SPADA
  - Critical Crystal (青龍）
  - ra'am (雷龍）
  - BLUE DRAGON(雷龍RemixIIDX) (青龍）
  - Dark Fall (黒龍）
- 22 - PENDUAL
  - Line 4 Ruin
  - Rave*it!! Rave*it!! (機龍)
- 23 - copula
  - Donkey Donk
  - Everlasting Last (HHH×MM×ST)
  - Derelict Star feat. Ryu* (Remo-con)
  - STAR LiGHT (星龍) - del álbum del mismo nombre
  - AO-1 (電龍)
  - NZM (The 4th) - banda creada por él y por kors k.
- 24 - SINOBUZ
  - ¡Viva! (Ryu*)
  - OOO (Ryu☆ feat.moimoi)
  - Go Ahead!! (Ryu☆ Vs. Sota)
  - crew -Ryu☆ mix- (beatnation Records feat.NU-KO) - Solo disponible al elegir "crew" Single ANOTHER.
  - AO-∞ (青龍) - del álbum del mismo nombre
  - Mare Nectaris (神楽)
- 25 - CANNON BALLERS
  - VOX RUSH (青龍×sampling masters MEGA & sampling masters AYA) - del álbum "AO-∞"
  - O/D*20 (Ryu*) - Tributo a Overdoser del beatmania original.
  - 255 (255)
- 26 - Rootage
  - CoMAAAAAAA
  - Night! Night! Night!
- 27 - HEROIC VERSE
  - Beautiful Harmony
- 28 - BISTROVER
  - IIDX RED Ending (Ryu☆Remix) (Remixed by Ryu☆)
  - Here We Are (The 4th feat.ここなつ)
- ULTIMATE MOBILE
  - Cold Moon

### Pop'n music
- starmine (pop'n mixxx) (12 いろは)
- hora de verdad (14 FEVER!)
- SPICY PIECE (Ryu☆ Remix) (16 PARTY♪)
- Ignited Night (18 せんごく列伝:HHH)
- ナタラディーン (Raja Maharaja mix) (19 TUNE STREET:Q-Mex RMX by Auridy)
- 朧 (20 Fantasia, IIDX tricoro, DDR A:HHH×MM×ST)

### GuitarFreaks & DrumMania
- Right on time (Ryu☆ Remix) (GFXG2 & DMXG2//GUITARFREAKS 4thMIX&drummania 3rdMIX収録楽曲「Right on time」のリミックス)
- 800nm (GFXG3 & DMXG3//Another Infinity)
- Run Run (GITADORA)

### Dance Dance Revolution
- sakura storm (X2, IIDX Resort Anthem)
- vertical (versiones japonesas de DDR Universe 3)
- Sakura Sunrise (X2, REFLEC BEAT limelight, jubeat saucer)
- I/O (X3)
- COME BACK TO MY HEART (X3:Another Infinity feat. Mayumi Morinaga) - Del álbum "Ageha".
- ずっとみつめていて (Ryu☆Remix) ((2013)) - Del álbum "Rainbow Rainbow".
- Din Don Dan ((2014):Ryu☆feat. Mayumi Morinaga)

### jubeat
- bass 2 bass (jubeat, beatmaniaIIDX 17 SIRIUS, REFLEC BEAT, DDR A)
- I'm so Happy (jubeat knit, DDR X2, IIDX Lincle, REFLEC BEAT limelight, pop'n music Sunny Park, SOUND VOLTEX II, Miraidagakki)
- 532nm (jubeat copious APPEND, IIDX Lincle)
- 800nm (jubeat copious APPEND:Another Infinity)
- Water Horizon (jubeat saucer:青龍)
- We're so Happy (jubeat saucer, DDR A20+ (EXTRA SAVIOR))
- 檄 (jubeat Qubell:Ryu☆feat.青龍)
- Couleur=Blanche (jubeat clan:#FFFFFF)

### REFLEC BEAT
- Sakura Reflection (REFLEC BEAT, IIDX Resort Anthem, DDR A)
- KOROBUSHKA (Ryu☆Remix) (REFLEC BEAT, IIDX Resort Anthem)
- 中華急行 (REFLEC BEAT limelight) - También estuvo en la versión 1.5 como canción de prueba.
- Mermaid Girl (Ryu☆Remix) (REFLEC BEAT limelight:CREAM PUFF)
- STARS (Ryu☆Remix RRver.) (REFLEC BEAT limelight:Another Infinity feat. Mayumi Morinaga)
- Castle on the Moon (REFLEC BEAT limelight:青龍)
- it's my miracle (REFLEC BEAT colette:Another Infinity feat. Mayumi Morinaga)
- Sakura Luminance (REFLEC BEAT colette)
- Honey Party (REFLEC BEAT colette)
- Blade (REFLEC BEAT colette:青龍)
- Like+it! (REFLEC BEAT colette, IIDX HEROIC VERSE)
- Sakura Mirage (REFLEC BEAT groovin'!!, DDR(2014), SOUND VOLTEX II)
- sukha (REFLEC BEAT groovin'!!)
- H.U.D.01 (BEMANI Mix)
- Genesis At Oasis (REFLEC BEAT groovin'!!:白龍)
- Eclipse Zero (REFLEC BEAT groovin'!! Upper:tūmahaB)
- JET WORLD (Ryu☆Remix) (REFLEC BEAT groovin'!! Upper:泉 陸奥彦 Remixed by Ryu☆)
- 雪月夜 (REFLEC BEAT VOLZZA:Ryu*)
- Lagrangian Point ∅ (REFLEC BEAT 悠久のリフレシア:tūmahaB)

### SOUND VOLTEX
- dreamin' feat.Ryu☆
- CRITICAL LINE feat kradness

### GROOVE COASTER
- Jupiter II Europa (GROOVE COASTER:Another Infinity)
- Crystal tears (GROOVE COASTER:Another Infinity feat. KANA)
- My Babe Bee (GROOVE COASTER:Another Infinity feat. Mayumi Morinaga)

### Múltiples juegos Bemani
- Engraved Mark (Estadio BEMANI:Ryu☆ ∞ Des-ROW)

## Discografía

### Álbumes
- starmine (15 de octubre de 2009).[5][6]
- AGEHA (3 de noviembre de 2010).[7][8]
- Rainbow☆Rainbow (7 de diciembre de 2011).[9][10]
- Sakura Luminance (15 de diciembre de 2012).[11][12]
- Plan 8 (3 de julio de 2013).[13][14]
- BLUE DRAGON (25 de diciembre de 2013).[15]
- We're so Happy (17 de septiembre de 2014).[16][17]
- Seventh Heaven (4 de febrero de 2015).[18]